# Paronychia echinulata
La paronichia istrice (Paronychia echinulata Chater, 1964)  è una pianta annuale appartenente alla famiglia delle Caryophyllaceae.

## Descrizione
Può raggiungere i 20 cm di altezza. Il fusto, molto ramoso, è solitamente prostrato. Le foglie hanno forma ovata od oblungo-lanceolata e sono opposte e dotate di stipole scariose. Presentano inoltre margini denticolati e sono brevemente aristate all'apice. I fiori sono piccoli e di colore verdastro, raccolti in glomeruli ascellari del diametro di circa 3–8 mm. Il calice presenta 5 sepali brevemente scariosi al margine, con un apice a cappuccio dotato di una corta resta. I frutti sono piccole capsule. Il periodo di fioritura va da aprile a maggio.

## Distribuzione e habitat
È diffusa lungo le coste di tutta l'area mediterranea, lungo le spiagge e nelle aree costiere sabbiose. È localmente frequente ma non comune e le sue popolazioni sono distribuite a macchia di leopardo.